# Andreas Orgler
Andreas Orgler (* 1. Januar 1962 in Innsbruck; † 4. Januar 2007 in Forbes, Australien) war ein österreichischer Alpinist, Architekt und Hängegleiter-Pilot.

## Leben
Bereits in den frühen 1980er-Jahren machte sich Orgler einen Namen durch aufsehenerregende Erstbegehungen im VIII. UIAA-Grad. Wichtige Routen erschloss er vor allem in den Stubaier Alpen, dem Karwendel und Alaska, aber auch im Karakorum. Insgesamt verbuchte er im Fels ca. 250 Erstbegehungen und ca. 50 Solo-Erstbegehungen, wobei er aus kletterethischen Gründen auf Bohrhaken verzichtete. Auch bei der Entwicklung des Eiskletterns spielte Orgler eine wichtige Rolle, unter anderem mit ca. 70 Erstbegehungen an Eisfällen. Unter seinen ca. 20 Ski-Erstbefahrungen finden sich u. a. 1986 die Mayerlrampe am Großglockner und die erste durchgehende Befahrung der Ortler-Nordwand 1983. Weiters wurde er als Verfasser von Berg- und Kletterführern bekannt und beschäftigte sich mit der Weiterentwicklung von Bergsportgeräten.
1995 wurde Andreas Orgler als erster Österreicher mit dem Piolet d’Or, einer der höchsten alpinistischen Auszeichnungen, geehrt.
In den letzten Jahren seines Lebens wandte sich Orgler immer mehr vom extremen Bergsport ab, entwickelte sich zu einem erfolgreichen Architekten und begann sich intensiv mit dem Drachenfliegen zu beschäftigen. Auch diesen Sport betrieb er schon bald auf hohem Niveau: Er fiel bald mit mutigen Langstreckenflügen auf und führte bereits Ende 2006 die Online-Contest-Weltrangliste an. 2007 kam er bei einem Flachlandwettbewerb in Australien bei einem Absturz aufgrund von Materialversagen ums Leben.

## Zitat
„Der Bohrhaken ist eine Möglichkeit, Verzicht eine andere.“